# M (INIのシングル)
『M』（エム）は、日本の男性アイドルグループINIの3枚目シングル。2022年8月24日にLAPONEエンタテインメントより発売された。

## 概要
本作のタイトル『M』は、Mysteriousの「M」であり、未知なる自分と奥深くの自分を解読するという意味が込められている。
これまでのシングル（『A』・『I』）で採用されていた表題曲投票が廃止され、タイトル曲には「Password」が選ばれた。「Password」は、自分も他人も知らない未知の自分を探す過程を表現した楽曲で、「自分の中にある未知なる扉の前でまた違う自分に向き合う過程、そして未知なる扉を開けてついに新しい自分を見つけた」という意味が込められている。。そしてカップリング曲「STRIDE」、「Shooting Star」、「Mirror」、4曲のインストゥルメンタルが各形態に収録された。
2022年8月8日、タイトル曲「Password」の先行音源配信およびミュージックビデオが公開。
2022年8月22日、CD発売に先駆けて各ストリーミングサイトで全曲配信開始。
ビルボードでは初週売上73.7万枚でシングル・セールス首位を記録。Snow Man『オレンジkiss』と『ブラザービート』と『Secret Touch』、前作『I』に次ぐ2022年度5番目の初週売上となった。
オリコンでは初週売上49.5万枚を記録し、週間シングルランキング（2022年9月5日付）で初登場1位を獲得。デビューシングル『A』から3作連続の1位となった。男性アーティストにおける「デビューシングルから3作連続1位」の記録はJO1の『CHALLENGER』以来、1年4ヵ月ぶりとなる。

## 収録曲

### 初回限定盤A
CD +DVD（特典映像：INI : Find Your Password #1))
1. Password (3:00)
作詞: Kevin D (D_answer), STAINBOYS, MINAMI, KAMIHATE
作曲: Kevin D (D_answer), Rayker Dane (D_answer)
編曲: Kevin D (D_answer), LUZY (D_answer), Rayker Dane (D_answer)
振付: AP:SORR(FREEMIND)
2. STRIDE (3:50)
作詞: Lauren Kaori
作曲: GARDEN, Christian Fast, Andreas Ohrn
編曲: GARDEN
振付: TEAM SAME
3. Shooting Star (3:24)
作詞: Bull＄EyE (AVEC), VERMILION FRAME (AVEC), Co-Sho, MINAMI
作曲: Bull＄EyE (AVEC), VERMILION FRAME (AVEC)
編曲: Bull＄EyE (AVEC), VERMILION FRAME (AVEC)
振付: Lookfam
4. Password -Instrumental- (3:00)

### 初回限定盤B
CD +DVD（特典映像：INI : Find Your Password #2)
1. Password (3:00)
2. STRIDE (3:50)
3. Shooting Star (3:24)
4. STRIDE -Instrumental- (3:50)

### 通常盤
CD
1. Password (3:00)
2. STRIDE (3:50)
3. Shooting Star (3:24)
4. Mirror (3:29)
作詞: NU'MAKER, STAINBOYS, mia, HYUNSEONG, MUSTardSEED
作曲: STAINBOYS, NU'MAKER
編曲: STAINBOYS
5. Shooting Star -Instrumental- (3:24)
6. Mirror -Instrumental- (3:29)

## チャート成績
オリコンチャート
- オリコンデイリーシングルランキング（2022年8月23日付、8月24日付、8月25日付、8月26日付、8月27日付、8月28日付、8月29日付）で1位。
- 2022年8月29日時点での推定売上枚数は500,854枚で、3作連続でのハーフミリオン達成となった。

| 日付            | 順位 | 推定売上枚数 | 出典   |
| --------------- | ---- | ------------ | ------ |
| 2022年8月23日付 | 1位  | 358,559枚    | [ 11 ] |
| 2022年8月24日付 | 1位  | 45,744枚     | [ 12 ] |
| 2022年8月25日付 | 1位  | 24,128枚     | [ 13 ] |
| 2022年8月26日付 | 1位  | 20,717枚     | [ 14 ] |
| 2022年8月27日付 | 1位  | 21,034枚     | [ 15 ] |
| 2022年8月28日付 | 1位  | 24,996枚     | [ 16 ] |
| 2022年8月29日付 | 1位  | 5,676枚      | [ 17 ] |

- オリコン週間シングルランキング（2022年9月5日付）で1位[7]。

| 日付           | 順位 | 推定売上枚数 | 出典   |
| -------------- | ---- | ------------ | ------ |
| 2022年9月5日付 | 1位  | 495,178枚    | [ 18 ] |

- オリコン週間合算シングルランキング（2022年9月5日付）で1位。[19]

| 日付           | 順位 | 換算売上ポイント | 出典   |
| -------------- | ---- | ---------------- | ------ |
| 2022年9月5日付 | 1位  | 525,243PT        | [ 19 ] |

Billboard JAPAN
- Billboard JAPAN 週間シングル・セールス・チャート「Top Singles Sales」（2022年8月31日公開）で1位。初週売上枚数は737,348枚[6]。
- Billboard JAPAN 総合ソング・チャート「JAPAN HOT 100」で1位。シングルは737,348枚、ダウンロード数は6,429、ストリーミング数は4,615,023再生。シングル、ルックアップ、ラジオ、Twitterで4冠獲得。

タワーレコード
- J-POPシングル ウィークリーTOP30（2022年7月4日付、7月11日付）で予約1位[20][21]。
- J-POPシングル ウィークリーTOP30（2022年8月29日付）で1位[22]。